# كوكتيل الجمبري
كوكتيل الشرم أو كوكتيل الجمبري أو كوكتيل الروبيان هو طبق من المأكولات البحرية المختلفة مثل الجمبري أو الروبيان والحبار وغيرها من الأصناف البحرية،  يقدم كلاسيكيا في كأس وتكون صلصة الكوكتيل في قاع الكاس والروبيان فوقها، أما حديثا فيقدم بطرق أخرى مثل وضع الشرم على طبق وصلصة الكوكتيل في طبق جانبي لتغميس.  أشتهر هذا الطبق في بريطانيا العظمى بستينيات إلى أواخر ثمانينيات القرن المنصرم، وكذلك في الولايات المتحدة في نفس الوقت.

## المنشأ
كان طبق من المأكولات البحرية المطبوخة المقدمة مع صلصة كوجود بأشكال وأوقات مختلفة كانت أطباق المحار أو الروبيان من هذا النوع شائعة في الولايات المتحدة في أواخر القرن التاسع عشر وتربط بعض المصادر تقديم الطبق في أكواب الكوكتيل إلى حظر المشروبات الكحولية خلال حقبة حظر العشرينات في الولايات المتحدة.
في المملكة المتحدة، يعود الفضل في اختراع كوكتيل الروبيان إلى مقدمة البرامج التلفزيونية البريطانية فاني كرادوك في ستينيات القرن الماضي؛ لكن من المرجح أن تكون كرادوك بنسخ الطبق. في كتابهم «سنوات كوكتيل الجمبري» المنشور عام 1997، لاحظ سيمون هوبكنسون ولدينسي باريهام أن جمبري الكوكتيل له صلة مباشرة بأوسكوفير.